# Marquesado de Alameda
El marquesado de Alameda es un título nobiliario español creado el 30 de septiembre de 1638 por el rey Felipe IV a favor de Antonio Zapata de Mendoza Riederer de Paar, señor del Feudo de la Alameda, caballero de la Orden de Santiago. Era hijo de Diego Zapata y Suárez de Mendoza conde de Barajas y de su segunda esposa María Sidonia Riederer von Paar.

## Marquesado de Alameda
|                        | Titular                                                           | Periodo                |
| Creación por Felipe IV | Creación por Felipe IV                                            | Creación por Felipe IV |
| ---------------------- | ----------------------------------------------------------------- | ---------------------- |
| I                      | Antonio Zapata de Mendoza Riederer de Paar                        | 1638-1667              |
| II                     | Diego Felipe Zapata y Silva                                       | 1667-1684              |
| III                    | María de Zapata y Silva                                           | 1684-¿?                |
| IV                     | Melchora de Zapata                                                | ¿?-1723                |
| V                      | Félix López de Ayala y Velasco                                    | 1723-1734              |
| VI                     | Manuel López de Ayala y Velasco                                   | 1734-c. 1743           |
| VII                    | María Leonor López de Ayala y Velasco                             | c. 1743-1745           |
| VIII                   | Juan Bautista Centurión y Ayala                                   | 1745-1785              |
| IX                     | María Luisa Centurión y Velasco                                   | 1785-1799)             |
| X                      | Carlos José Gutiérrez de los Ríos y Sarmiento de Sotomayor        | 1779-1821              |
| XI                     | María Francisca de Asís Gutiérrez de los Ríos y Solís Wignancourt | 1821-1836              |
| XII                    | María del Pilar Ossorio y Gutiérrez de los Ríos                   | 1848-1921              |
| XIII                   | Manuel Felipe Falcó y Osorio d'Adda y Gutiérrez de los Ríos       | 1921-1927              |
| XIV                    | Manuel Falcó y Álvarez de Toledo                                  | 1928-1936              |
| XV                     | Manuel Falcó y de Anchorena                                       | 1956-actual titular    |

## Historia de los Marqueses de Alameda
- Antonio Zapata de Mendoza Riederer de Paar (11 de marzo de 1604-1667), I marqués de Alameda,[2] XII conde de Coruña, XII vizconde de Torija, por sentencia de tenuta de 1661,  conde de Barajas y caballero de Santiago.[2] Hijo de Diego Zapata de Mendoza, II conde de Barajas, Antonio Zapata de Mendoza era bisnieto de Juan Suárez de Mendoza y Sotomayor, hijo del II conde de Coruña, y de su esposa María de Mendoza y Villagrán.

Se casó el 16 de julio de 1630 con Ana María de Silva y Guzmán de Portugal. Le sucedió su hijo:
- Diego Zapata de Mendoza y Silva (m. 11 de diciembre de 1684), II marqués de Alameda,[2] XIII conde de Coruña, XIII vizconde de Torija,[3] XIII conde de Coruña, XIII vizconde de Torija.

Se casó en la iglesia de san Martín de Madrid el 15 de octubre de 1672 con María Agustina Sarmiento de Sotomayor. Sin descendencia, le sucedió su hermana:
- María Zapata de Silva y Guzmán, III marquesa de Alameda[2] y condesa de Barajas.[5]

Contrajo un primer matrimonio con su tío paterno, Pedro Zapata de Mendoza. Después volvió a casar con Pedro Mascarenhas, marqués de Montalban. Le sucedió su hija del primer matrimonio.
- Melchora Zapata y Zapata (m. 4 de agosto de 1723), IV marquesa de Alameda[6] y condesa de Barajas.[5]

Se casó el 19 de julio de 1676 con Alonso de Rivadeneyra y Niño, II marqués de la Vega de Boecillo. Le sucedió:
- Félix López de Ayala Velasco y Fernández de Córdoba (m. 1734)  V marqués de Alameda,[7] conde de Barajas, XI conde de Fuensalida, V conde de Colmenar de Oreja, V conde de Casa Palma y alguacil perpetuo y hereditario de Toledo. Era hijo de Francisco Pedro Nicolás de Velasco Ayala y Cárdenas, X conde de Fuensalida y de Francisca María Manuela Fernández de Córdoba-Folch de Cardona, IV condesa de Casa Palma, VIII condesa de Posadas, etc.[8]

Se casó en 1712, siendo su primer marido, con Bernarda Dominga Sarmiento de Valladares y Guzmán, III duquesa de Atrisco.  Sin descendencia, le sucedió su hermano:
- Manuel López de Ayala Velasco y Fernández de Córdoba (m. antes de 1745), VI marqués de Alameda,[7] conde de Barajas, XII conde de Fuensalida, VI conde de Colmenar de Oreja, VI conde de Casa Palma, etc.

Se casó con Isabel María Pío de Saboya y Spínola, VIII marquesa de Castel Rodrigo. Sin descendencia, sucedió su hermana:
- María Leonor López de Ayala Velasco y Fernández de Córdoba (m. 1745), VII marquesa de Alameda[7] y condesa de Barajas.

Se casó el 23 de abril de 1713 con Manuel Centurión y Arias-Dávila Messía Pacheco (m. 1729), VI marqués de Estepa, VII marqués de Laula, VII marqués de Vivola, VII marqués de Monte de Vay.. Le sucedió su hijo:
- Juan Bautista Centurión y Velasco López de Ayala (m. 1785) VIII marqués de Alameda,[7] conde de Barajas, XIII conde de Fuensalida, VII conde de Colmenar de Oreja, VII conde de Casa Palma, VII marqués de Estepa, VII marqués de Laula, VII marqués de Vivola, VII marqués de Monte Vay, alguacil mayor perpetuo y hereditario de la ciudad de Toledo, IX conde de las Posadas, X conde de Puñonrostro, IV marqués de Casassola, VII marqués de Noguera, X conde de Elda, X conde de Anna.  Se casó en primeras nupcias con María Luisa Centurión Arias Dávila y en segundas con Mariana de Urries Pignatelli.  Sin descendencia, le sucedió su hermana:

- María Luisa Manuela Centurión y Velasco López de Ayala (m. 22 de enero de 1799), IX marquesa de Alameda,  XI condesa de Barajas, etc.

Se casó con su tío, Felipe López Pacheco de la Cueva, XII duque de Escalona. Sin descendencia, le sucedió:

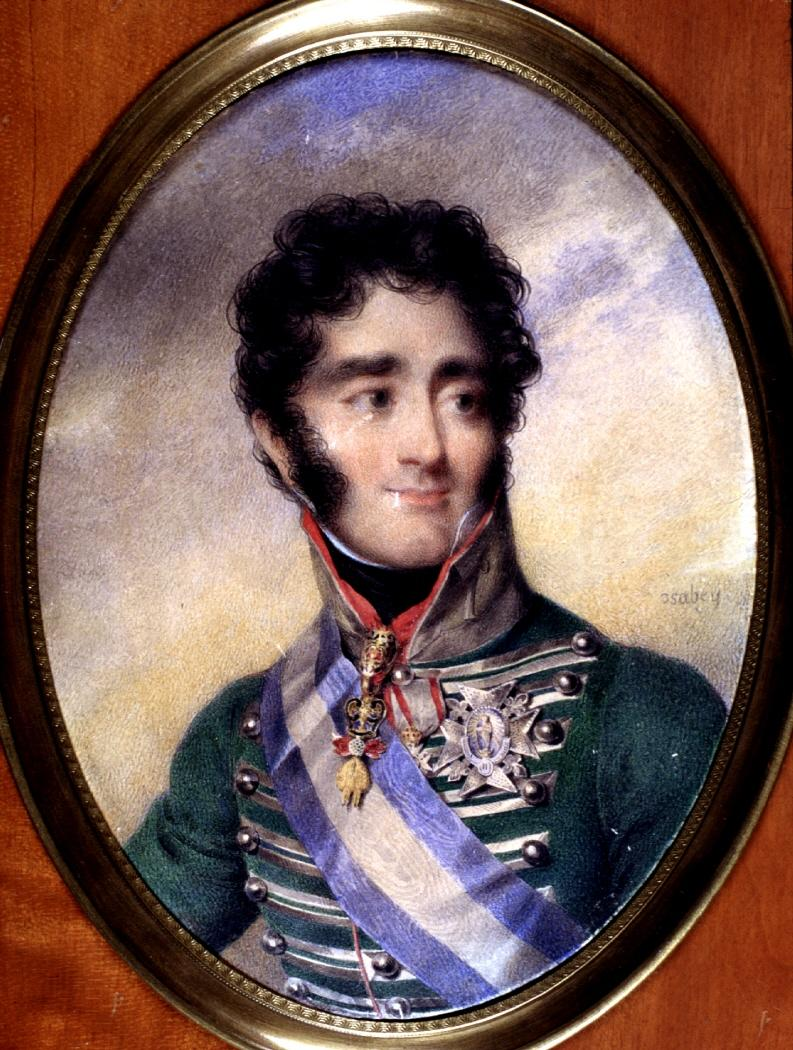
Carlos José Gutiérrez de los Ríos, I duque de Fernán Núñez, duque consorte de Montellano, por Jean-Baptiste Isabey

- Carlos Gutiérrez de los Ríos y Sarmiento de Sotomayor (Lisboa, 8 de junio de 1779[9] -24 de septiembre de 1822), X marqués de Alameda,[10] I duque de Fernán Núñez y VII conde de Fernán Núñez,[11] VI marqués de Castel-Moncayo,[12] conde de Barajas,[5] IV conde de Villanueva de las Achas y XIX señor de la Higuera de Vargas. Era hijo de Carlos José Gutiérrez de los Ríos, VI conde de Fernán Núñez,[11] y de su esposa María Esclavitud Sarmiento de Sotomayor, V marquesa de Castel-Moncayo[12][9] y III condesa de Villanueva de las Achas

Se casó con María Vicenta de Solís y Vignacourt Lasso de la Vega, VI duquesa de Montellano, IV duquesa del Arco, XII marquesa de Miranda de Anta, VII condesa de Saldueña, V condesa de Frigiliana, VII condesa de Puertollano, hija de Álvaro de Solís Vignacourt y Folch de Cardona, V duque de Montellano, IV conde de Saldueña, y de su primera mujer Andrea Lasso de la Vega y Silva, XI marquesa de Miranda de Anta, VI condesa de Puertollano, hija de Francisco Miguel Lasso de la Vega y Sarmiento, III duque del Arco, X marqués de Miranda de Anta, VI conde de Puertollano. Le sucedió su hija:
- María Francisca de Asís Gutiérrez de los Ríos y Solís (m. 26 de febrero de 1838), XI marquesa de Alameda,[14] II duquesa de Fernán Núñez,[11] VII marquesa de Castel-Moncayo,[12] condesa de Barajas,[5] VIII condesa de Puertollano, V condesa de Villanueva de las Achas.

Se casó con Felipe María Osorio de Castelví y de la Cueva, VII conde de Cervellón, V marqués de la Mina, XIX conde de Siruela, —estos últimos dos títulos heredados de su tío José Miguel de la Cueva y de la Cerda, XIV duque de Alburquerque—, mariscal de campo, Hijo de Felipe Carlos Osorio y Castellví y de María Magdalena de la Cueva y de la Cerda. En 1848 le sucedió la única hija nacida de este matrimonio:
- María del Pilar Osorio y Gutiérrez de los Ríos (Madrid, 10 de diciembre de 1829-Chateau de Dave, Namur, Bélgica, 1 de septiembre de 1921),[19] XII marquesa de Alameda,[14] III duquesa de Fernán Núñez,[11][20] VIII condesa de Cervellón,[15] VI marquesa de la Mina,[16] VIII marquesa de Castel-Moncayo,[12] XX condesa de Siruela,[17] XIII condesa de Barajas,[5] VII duquesa de Montellano, V duquesa del Arco, marquesa de Castelnovo, VIII marquesa de Pons, marquesa de Plandogan, marquesa de Miranda de Anta, VI condesa de Frigiliana, condesa de Molina de Herrera, condesa de Montehermoso y IX condesa de Puertollano.[13][19] Fue dama de las reinas Isabel II, María de las Mercedes y María Cristina.[19]

Se casó el 14 de octubre de 1852 con Manuel Luis Pascual Falcó D'Adda y Valcárcel (n. Milán, 26 de febrero de 1838), XII marqués de Almonacir, barón de Benifayó, V marqués del Arco y de Montellano. Le sucedió su hijo:
- Manuel Falcó y Osorio (Dave, Namur, 1856-Madrid, 8 de mayo de 1927), XIII marqués de Alameda,[21] IV duque de Fernán Núñez,[22] IX conde de Cervellón, VII marqués de la Mina[16] XIV conde de Barajas,[5] y XIII marqués de Almonacir. Fue ministro, senador, caballero de la Orden del Toisón de Oro, mayordomo mayor y embajador en Viena y en Berlín.[23]

Se casó el 25 de junio de 1896 con Silvia Álvarez de Toledo y Gutiérrez de la Concha, IV duquesa de Bivona (título español) y III condesa de Xiquena, hija de José María Álvarez de Toledo y Acuña, II duque de Bivona, y de su esposa Jacinta Gutiérrez de la Concha y Fernández de Luco. Le sucedió su hijo:
- Manuel Falcó y Álvarez de Toledo (Madrid, 1896-8 de diciembre de 1936), XIV marqués de Alameda,[21] V duque de Fernán Núñez,[23] X conde de Cervellón,[23] V duque de Bivona,[25] VIII marqués de la Mina,[16] IV conde de Xiquena.[26] y XIV marqués de Almonacir.

Se casó con Mercedes Anchorena y Uriburu (m. 4 de abril de 1988). En 1956 le sucedió su hijo:
- Manuel Falcó y de Anchorena, XV marqués de Alameda,[21] VI duque de Fernán Núñez,[23] XI conde de Cervellón,[15] VI duque de Bivona,[25] IX marqués de la Mina,[16] conde de Barajas,[5] XII marqués de Almonacid de los Oteros, XV marqués de Almonacir, marqués de Castelnovo, marqués de Miranda de Anta, conde de Anna, conde de Molina de Herrera, conde de Montehermoso, conde de Pezuela de las Torres, conde de Puertollano, conde de Saldueña, señor de la Higuera de Vargas,[27] duque del Arco[28] y V conde de Xiquena.[26]

Casado el 29 de mayo de 1986 con María Cristina Ligués Creus. Padres de Manuel Fernando (n. Madrid, 23 de junio de 1987) y de Cristina Falcó y Ligués (n. Madrid, 12 de julio de 1988).